# Турчанинов, Георгий Фёдорович
Георгий Фёдорович Турчанинов (4 апреля 1902 года — август 1989 года) — советский лингвист, доктор наук. Автор гипотезы о протокавказской письменности, не признанной большинством лингвистов.

## Биография
В 30-40-е года XX века работал в должности старшего научного сотрудника в Кабинете кавказских яфетических языков в Институте языка и мышления им. Н. Я. Марра АН СССР (ныне Институт лингвистических исследований РАН). Считался сторонником академика Н. Я. Марра. Был секретарём партийной ячейки института, но в 1933 году был исключён из рядов ВКП(б) как «не оправдавший доверия партии». В военные годы был отправлен в эвакуацию в Нальчик. На 1 ноября 1945 года числился в Отделе кавказских языков, к тому времени получив степень кандидата филологических наук.
После официального осуждения марризма был уволен из института. С 1950 года по 1952 год — заведующий кафедрой русского языка и литературы Адыгейского учительского института (ныне Адыгейский государственный университет).
С начала 1960-х годов занялся абхазоведением.

## Теории Турчанинова
В 1964 г. Турчанинов заявил об открытии и дешифровке так называемого ашуйского письма. Согласно его теории, это письмо древних абхазов, абазин и убыхов, которые некогда называли себя ашуйцами, а страну свою Ашуей. В III тысячелетии до н. э. эта страна простиралась от Чёрного моря на юге до нынешнего Майкопа на севере и выходила за пределы рек Кубани на северо-западе и Фазиса (Риона) на юго-востоке. Письменные памятники ашуйского языка охватывают период с середины III тысячелетия до н. э. по IV—V века нашей эры. В конце III тысячелетия до н. э. — начале II тысячелетия до н. э. ашуйское письмо было занесено в древнюю Финикию продававшимися туда ашуйскими рабами и утвердилось в ней как протобиблское (псевдоиероглифическое) письмо. Этим объясняется однообразие в письменностях Ашуй (древней Абхазии) и Библа (Финикии). Ашуйское письмо в Библе явилось в дальнейшем основой для создания собственно финикийского письма.
Пока известно, что в поддержку турчаниновского варианта дешифровки ашуйского письма в отзывах и в личных письмах высказались лишь следующие учёные:
- академики В. В. Струве, И. И. Мещанинов, доктор филологических наук И. Н. Винников;
- первооткрыватель библского письма — археолог М. Дюнан (Франция);
- исследователь библских текстов — семитолог А. Йирку (Австрия).

В 1971 г. Турчанинов несколько изменил свои мнения. Ранее он считал, что письменность на Кавказе была финикийского происхождения.